# Corralitos, Chihuahua
Corralitos är en ort i Mexiko.   Den ligger i kommunen Guachochi och delstaten Chihuahua, i den nordvästra delen av landet, 1 200 km nordväst om huvudstaden Mexico City. Corralitos ligger 2 412 meter över havet och antalet invånare är 122.
Terrängen runt Corralitos är kuperad österut, men västerut är den platt. Terrängen runt Corralitos sluttar norrut. Runt Corralitos är det mycket glesbefolkat, med 3 invånare per kvadratkilometer. Närmaste större samhälle är Guachochi, 13,9 km sydväst om Corralitos. Omgivningarna runt Corralitos är i huvudsak ett öppet busklandskap.